# بينتو مانويل ريبيرو
بينتو مانويل ريبيرو (بالبرتغالية: Bento Manuel Ribeiro‏) هو عسكري برازيلي، ولد في 1783 في سوروكابا في البرازيل، وتوفي في 30 مايو 1855 في بورتو أليغري في البرازيل.